# Mina 3
Mina 3 est une localité rurale argentine située dans le département de Güer Aike, dans la province de Santa Cruz. La ville est née avec les débuts de l'exploitation du charbon dans cette partie de la province.

## Démographie
La localité recense 27 habitants (Indec, 2010), dont 9 femmes et 18 hommes, soit une diminution de 62 % par rapport au recensement précédent qui comptait 71 habitants (Indec, 2001).